# Diego Olivera
Diego Olivera (Munro, Vicente López, provincia de Buenos Aires; 7 de febrero de 1968) es un actor argentino.

## Carrera
Comenzó su carrera a los 12 años en el Teatro San Martín con la Obra "Escenas de la Calle".
Se formó estudiando Teatro con Alejandra Boero, Carlos Gandolfo y Héctor Bidonde. Saltó a la fama en su adolescencia con su personaje de villano "Darío" en la exitosa serie de televisión juvenil "Montaña Rusa". En esta serie de televisión, compartió reparto con actores y actrices consagrados hoy en día, que también hacían sus primeros pasos en TV como: Nancy Dupláa, Gastón Pauls, Esteban Prol, Malena Solda, Diego Ramos, Sebastián Rulli, entre otros.
Se forjó como actor realizando diversos personajes en Comedias Musicales por sus dotes como cantante en "La Bella y la Bestia" y "101 dálmatas" e infantiles como "Tom Sawyer", "Cantame un Cuento", además compuso temas para personajes de series de televisión y Telenovelas.
En 2006, grabó "La Ley del Amor" para Telefe en Argentina.
Casi de inmediato fue elegido para protagonizar "Montecristo" para la cadena televisiva TV Azteca en México, teniendo gran repercusión en ese país y dándole impulso a una gran popularidad al actor.
Luego realizó "Vivir por ti" con un gran caudal de seguidores. Luego regresó a Argentina, para protagonizar la telenovela "Herencia de amor" por Telefé junto a Sebastián Estevanez y su mujer, la actriz Mónica Ayos, su personaje fue el villano "Lautaro Ledesma".
Posteriormente regreso a México para firmar su contrato de exclusividad, esta vez con la televisora Televisa; aceptó a pedido de Pol-Ka (productora del empresario y actor argentino Adrián Suar) realizar una participación especial para la telenovela Alguien que me quiera junto a Andrea Del Boca y Osvaldo Laport.
En 2010 actuó en la película "Ningún amor es perfecto", con Patricia Sosa y anteriormente en 2003 actuó en la película "Los Guantes Mágicos" de Martín Rejman.
En el mismo año, de vuelta en México y ya con contrato exclusivo; es coprotagonista de la telenovela Triunfo del amor, a lado de Victoria Ruffo, Maité Perroni y William Levy.
En 2011, realiza su primer protagónico para Televisa en la telenovela Amorcito Corazón junto a Elizabeth Álvarez (también en su primer protagónico), Diego Olivera interpretó a Fernando Lobo, bajo la producción de Lucero Suárez.
En 2013, hace su primer papel antagónico en Mentir para vivir junto a Mayrin Villanueva y David Zepeda, telenovela a cargo de la productora Rosy Ocampo.
En 2014, coprotagoniza al lado de Claudia Álvarez, la telenovela Hasta el fin del mundo producida por Nicandro Díaz González. En 2015, tiene una aparición especial en el último capítulo de la telenovela Lo imperdonable junto a Danna García.
En 2016, es protagonista al lado de Thelma Madrigal y Pablo Lyle de la telenovela Corazón que miente, producida por MaPat.
Ese mismo año, Carlos Moreno Laguillo lo llamaría para ser coprotagonista de Mujeres de negro, en el cual compartiría créditos de nuevo con Mayrín Villanueva, con quien se había conocido en Mentir para vivir, Alejandra Barros, Ximena Herrera, Alexis Ayala y Arturo Peniche.
En 2017, Salvador Mejía lo convoca para ser coprotagonista de En tierras salvajes, junto al lado de Cristian de la Fuente, Claudia Álvarez, Horacio Pancheri, César Evora y Daniela Romo. En esta producción hizo su segundo antagónico.
En 2018, otra vez el productor Carlos Moreno Laguillo lo llamaría esta vez para ser protagonista de Y mañana será otro día, con el regreso de las telenovelas de Angélica Vale, Alejandra Barros, Ana Layevska y Diego de Erice.

## Vida personal
Es el hermano mayor del actor Federico Olivera y cuñado de la actriz y cantante Soledad Villamil.
Desde 2002 está casado con la actriz Mónica Ayos con quien tiene una hija llamada Victoria.

## Filmografía

### Telenovelas
- Dos al toque (1993) - Mariano
- Montaña rusa (1994-1995) - Darío
- Mi cuñado (1995) - Martín Álvarez
- Por siempre mujercitas (1995) - Julio Olazábal
- Zíngara (1996) - Francisco "Pancho" Moretti
- 90 60 90 Modelos (1996) - Lucas Grimaldi
- Ricos y famosos (1997) - Julian
- Mujercitas (1999)
- Provócame (2001) - Martín Lescano
- Mil Millones (2002) - Luis Mujica
- Infieles (2003) - Marcelo
- Piel naranja años después (2004) - Facundo "El potro"
- Floricienta (2004) - Facundo
- Se dice amor (2005) - José Luis "El puma" Gutiérrez
- Amarte así (2005) - Gregorio Balbuena
- Montecristo (2006-2007) - Santiago Díaz Herrera
- Vivir por ti (2008) - Juan Carlos Guzmán
- Herencia de amor (2009-2010) - Lautaro Ledesma
- Alguien que me quiera (2010) - Bautista
- Triunfo del amor (2010-2011) - Padre Juan Pablo Itúrbide Montejo
- Amorcito corazón (2011-2012) - Fernando Lobo Carvajal
- Mentir para vivir (2013) - José Luis Falcón/ Francisco Castro
- Hasta el fin del mundo (2014-2015) - Armando Romero
- Lo imperdonable (2015) - Jerónimo del Villar
- Corazón que miente (2016) - Leonardo del Río Solórzano
- Mujeres de negro (2016) - Patricio Bernal
- En tierras salvajes (2017) - Aníbal Otero Rivelles
- Y mañana será otro día (2018) - Camilo Sarmiento Bedolla
- Vencer el pasado (2021) - Lucio Tinoco[1][2]
- Corazón guerrero (2022) - Augusto Ruíz Montalvo[3]
- Nadie como tú (2023-2024) - José María Figueroa[4]
- Sed de venganza (2024-2025) - Eugenio Beltrán[5][6]

### Programas
- Dos al toque (1993)
- Son de diez (1994) - cameo
- Mi cuñado (1995)
- Sueltos (1996)
- Alta comedia (1996) - «Esa vieja nostalgia»
- Matrimonios y algo más (2001)
- Infieles (2002)
- Dr. Amor (2003)
- Antes del Mediodía (2009) - El mismo
- Pura Química (2010) - Invitado
- La pelu (2012) - Invitado
- Antes que sea tarde (2012) - El mismo
- Gracias por venir, gracias por estar (2012-2014) - Invitado

### Cine
- ¿Te dije que te quiero? (2002) - Federico
- Los guantes mágicos (2003)
- Ningún amor es perfecto (2010)

### Teatro
- Escenas de la calle
- Tom Sawyer
- La Bella y La Bestia
- 101 Dálmatas
- Confesiones
- 5 gays.com
- Bingo

## Premios y nominaciones

### Premios TVyNovelas
| Año  | Categoría                        | Telenovela             | Resultado |       |
| ---- | -------------------------------- | ---------------------- | --------- | ----- |
| 2018 | Mejor actor coestelar            | Corazón que miente     | Nominado  | [ 7 ] |
| 2017 | Mejor actor protagónico de serie | Mujeres de negro       | Ganador   |       |
| 2016 | Mejor actor coestelar            | Hasta el fin del mundo | Nominado  |       |
| 2014 | Mejor actor antagónico           | Mentir para vivir      | Nominado  | [ 8 ] |

### TV Adicto Golden Awards
| Año  | Categoría                      | Telenovela       | Resultado |
| ---- | ------------------------------ | ---------------- | --------- |
| 2012 | Mejor actor en papel de cómico | Amorcito Corazón | Ganador   |